# ريان ماكدونالد
ريان ماكدونالد (بالإنجليزية: Ryan MacDonald)‏ هو كاتب أمريكي، ولد في 25 مايو 1977 في كانساس سيتي في الولايات المتحدة.